# Малая Макаровка
Малая Макаровка (укр. Мала Макарівка) — село, входит в Иванковский район Киевской области Украины.
Население по переписи 2001 года составляло 230 человек. Почтовый индекс — 07204. Телефонный код — 4591. Занимает площадь 0,9 км². Код КОАТУУ — 3222082102.

## Местный совет
07251, Київська обл., Іванківський р-н, с. Макарівка